# Пароди-Лигуре
Пароди-Лигуре (итал. Parodi Ligure, пьем. Paròd, лиг. Parodi) — коммуна в Италии, располагается в регионе Пьемонт, в провинции Алессандрия.
Население составляет 751 человек (2008 г.), плотность населения — 60 чел./км². Занимает площадь 13 км². Почтовый индекс — 15060. Телефонный код — 0143.

## Демография
Динамика населения:

## Администрация коммуны
- Официальный сайт: